# Оуквуд-Гіллс (Іллінойс)
Оуквуд-Гіллс (англ. Oakwood Hills) — селище (англ. village) в США, в окрузі Макгенрі штату Іллінойс. Населення — 2076 осіб (2020).

## Географія
Оуквуд-Гіллс розташований за координатами 42°14′51″ пн. ш. 88°14′23″ зх. д. / 42.24750° пн. ш. 88.23972° зх. д. (42.247568, -88.239754).  За даними Бюро перепису населення США в 2010 році селище мало площу 3,26 км², з яких 3,05 км² — суходіл та 0,21 км² — водойми.

## Демографія
Згідно з переписом 2010 року, у селищі мешкали 2083 особи в 767 домогосподарствах у складі 593 родин. Густота населення становила 638 осіб/км².  Було 802 помешкання (246/км²).
Расовий склад населення:
| - 95,6 % — білих - 1,8 % — азіатів - 0,4 % — корінних американців - 0,2 % — чорних або афроамериканців - 1,5 % — осіб інших рас |

До двох чи більше рас належало 0,5 %. Частка іспаномовних становила 4,4 % від усіх жителів.
За віковим діапазоном населення розподілялося таким чином: 24,7 % — особи молодші 18 років, 67,4 % — особи у віці 18—64 років, 7,9 % — особи у віці 65 років та старші. Медіана віку мешканця становила 41,3 року. На 100 осіб жіночої статі у селищі припадало 105,6 чоловіків;  на 100 жінок у віці від 18 років та старших — 101,3 чоловіків також старших 18 років.
Середній дохід на одне домашнє господарство  становив 104 516 доларів США (медіана — 81 161), а середній дохід на одну сім'ю — 106 113 долари (медіана — 89 048). Медіана доходів становила 65 625 доларів для чоловіків та 43 229 доларів для жінок. За межею бідності перебувало 6,3 % осіб, у тому числі 9,5 % дітей у віці до 18 років та 6,8 % осіб у віці 65 років та старших.
Цивільне працевлаштоване населення становило 1225 осіб. Основні галузі зайнятості: освіта, охорона здоров'я та соціальна допомога — 16,9 %, виробництво — 15,3 %, роздрібна торгівля — 12,2 %, науковці, спеціалісти, менеджери — 12,1 %.